# 第71回国民体育大会
第71回国民体育大会希望郷いわて国体（きぼうきょう いわてこくたい）は2016年に岩手県で開催された国民体育大会である。同県では1970年の第25回国民体育大会みちのく国体以来46年ぶりに開催された。
1月から2月にかけての冬季大会（スケート・アイスホッケー競技会、スキー競技会）と、10月の本大会（9月の会期前実施競技＜水泳＞が含まれる）を合わせた「完全国体」として開催された。完全国体が実施されたのは1995年に福島県で行われた第50回国民体育大会ふくしま国体以来21年ぶり7回目。
国体閉会後の10月には、第16回全国障害者スポーツ大会希望郷いわて大会（きぼうきょう いわてたいかい）も開催された。この大会についても本項で併せて述べる。
全大会共通でスローガンは「広げよう 感動。伝えよう 感謝。」、大会公式マスコットは岩手県観光キャラクターでもあるわんこきょうだい。

## 冬季大会

### スケート競技会・アイスホッケー競技会
第71回国民体育大会冬季大会スケート競技会・アイスホッケー競技会は、1月27日～31日に岩手県盛岡市、花巻市、二戸市で行われた。

#### 実施競技・会場一覧
- スピードスケート：岩手県営スケート場（盛岡市）
- フィギュアスケート：盛岡市アイスアリーナ（盛岡市）
- ショートトラックスピードスケート：岩手県立県北青少年の家スケート場（二戸市）
- アイスホッケー：盛岡市アイスリンク、盛岡市アイスアリーナ（盛岡市）、石鳥谷アイスアリーナ（花巻市）

### スキー競技会
第71回国民体育大会冬季大会スキー競技会は、2月20日～23日に岩手県八幡平市で行われた。

#### 実施競技・会場一覧
| 競技名 | 競技名                         | 競技名 | 会場地   | 会場                                   |
| ------ | ------------------------------ | ------ | -------- | -------------------------------------- |
| スキー | ジャイアントスラローム（詳細） |        | 八幡平市 | 安比高原スキー場                       |
| スキー | スペシャルジャンプ（詳細）     |        | 八幡平市 | 矢神飛躍台                             |
| スキー | コンバインド（詳細）           |        | 八幡平市 | 矢神飛躍台、田山クロスカントリーコース |
| スキー | クロスカントリー（詳細）       |        | 八幡平市 | 田山クロスカントリーコース             |

## 会期
- 国民体育大会[1]
  - 冬季大会
    - スケート・アイスホッケー競技会 2016年1月27日 - 1月31日
    - スキー競技会 2016年2月20日 - 2月23日

  - 会期前実施競技（水泳） 2016年9月4日 - 9月11日
  - 本大会 2016年10月1日 - 10月11日
- 全国障害者スポーツ大会[4] 2016年10月22日 - 10月24日

## 実施競技・会場一覧
会場は下記のとおり

### 冬季大会
上記参照

### 会期前実施競技
- 競泳、飛び込み、水球、シンクロナイズドスイミング：盛岡市立総合プール（盛岡市）
- オープンウォータースイミング：釜石市根浜海岸（釜石市）

### 本大会
当大会よりトライアスロンが正式競技に採用。
- 総合開閉会式・陸上競技：北上総合運動公園陸上競技場（北上市）
- サッカー
  - 成年男子：いわぎんスタジアム、岩手県営運動公園陸上競技場（盛岡市）、花巻市スポーツキャンプむら（花巻市）
  - 女子：岩手県営運動公園陸上競技場・サッカー・ラグビー場第1グラウンド（盛岡市）、滝沢総合公園陸上競技場（滝沢市）
  - 少年男子：遠野運動公園陸上競技場・多目的運動広場、遠野市国体記念公園市民サッカー場（遠野市）
- テニス：盛岡市立太田テニスコート（盛岡市）、安比高原テニスクラブ（八幡平市）
- ボート：田瀬湖ボート場（花巻市）
- ホッケー：岩手町ホッケー場、岩手町総合グラウンド（岩手町）
- ボクシング：水沢体育館（奥州市）
- バレーボール：東山総合体育館、千厩体育館、花泉体育館（一関市）、花巻市総合体育館（花巻市）
- 体操・新体操：盛岡市アイスアリーナ（盛岡市）、北上総合運動公園北上総合体育館（北上市）
- バスケットボール　一関市総合体育館、東山総合体育館（一関市）、奥州市総合体育館、江刺中央体育館（奥州市）
- レスリング：宮古市民総合体育館（宮古市）
- セーリング：リアスハーバー宮古（宮古市）
- 重量挙げ：江刺中央体育館（奥州市）
- ハンドボール：花巻市総合体育館、花巻市民体育館、富士大学スポーツセンター（花巻市）
- 自転車：紫波自転車競技場、紫波町特設ロード・レースコース（紫波町）
- ソフトテニス：和賀川グリーンパークテニスコート（北上市）
- 卓球：奥州市総合体育館（奥州市）
- 軟式野球　楽天イーグルス・岩泉球場（岩泉町）、北緯40度運動公園野球場（普代村）、ライジング・サン・スタジアム（野田村）、ナインズ球場（九戸村）、オーシャン・ビュー・スタジアム（洋野町）、葛巻町総合運動公園野球場（葛巻町）、ハートフル野球場（軽米町）
- 相撲：八幡平市総合運動公園体育館（八幡平市）
- 馬術：岩手県競馬組合水沢競馬場（奥州市）
- フェンシング：一関市総合体育館（一関市）
- 柔道：久慈市民体育館（久慈市）
- ソフトボール：石鳥谷ふれあい運動公園（花巻市）、森山総合公園野球場、金ケ崎中学校ソフトボール場（金ケ崎町）
- バドミントン：北上総合運動公園北上総合体育館（北上市）
- 弓道：水沢弓道場（奥州市）
- ライフル射撃：岩手県警察学校射撃場（盛岡市）、八幡平市田山射撃場、旧八幡平市立田山中学校特設会場、八幡平市立田山小学校体育館（八幡平市）
- 剣道：二戸市総合スポーツセンター（二戸市）
- ラグビー　釜石市球技場（釜石市）、八幡平市ラグビー場（八幡平市）
- 山岳：岩手県営運動公園登はん競技場・山岳競技特設会場（盛岡市）
- カヌー：岩手県立御所湖広域公園漕艇場（盛岡市）、胆沢川特設カヌー競技場（奥州市）
- アーチェリー：雫石町総合運動公園陸上競技場（雫石町）
- 空手道：岩手県営武道館（盛岡市）
- クレー射撃：花巻市クレー射撃場（花巻市）
- なぎなた：一戸町体育館（一戸町）
- ボウリング：ビッグハウススーパーレーン（盛岡市）
- ゴルフ：岩手沼宮内カントリークラブ（岩手町）、安比高原ゴルフクラブ、南部富士カントリークラブ（八幡平市）
- トライアスロン：釜石市根浜海岸特設トライアスロン会場（釜石市）

特別競技・公開競技（デモンストレーションスポーツは除く）
- 高校野球（硬式）：岩手県営野球場（盛岡市）、花巻球場（花巻市）
- 高校野球（軟式）：山田町民総合運動公園野球場（山田町）
- 綱引き：花巻市総合体育館（花巻市）
- ゲートボール：日居城野陸上競技場（花巻市）
- パワーリフティング：平泉町立平泉小学校体育館（平泉町）
- グラウンドゴルフ：盛川河川敷公園（大船渡市）

## 天皇杯・皇后杯
東京都が天皇杯は地元開催だった2013年以来3年ぶり、皇后杯は4年連続で獲得した。開催県の岩手県は天皇杯・皇后杯ともに2位に終わり、惜しくも獲得はならなかった。開催県が天皇杯を獲得できなかったのは2002年の高知県以来。
天皇杯
- 優勝 東京都
- 2位 岩手県
- 3位 埼玉県

皇后杯
- 優勝 東京都
- 2位 岩手県
- 3位 愛知県

## 全国障害者スポーツ大会
第16回全国障害者スポーツ大会は、10月22日～10月24日に岩手県北上市ほか全8市町で行われた。開閉会式は北上総合運動公園陸上競技場。実施競技と会場は下記のとおり。
| 競技名      | 競技名                     | 競技名   | 競技名 | 会場地 | 会場                         |
| ----------- | -------------------------- | -------- | ------ | ------ | ---------------------------- |
| 個 人 競 技 | 陸上競技                   | 身 知    |        | 北上市 | 北上総合運動公園陸上競技場   |
| 個 人 競 技 | 水泳                       | 身 知    |        | 盛岡市 | 盛岡市立総合プール           |
| 個 人 競 技 | アーチェリー               | 身       |        | 雫石町 | 雫石町総合運動公園陸上競技場 |
| 個 人 競 技 | 卓球                       | 身 知    |        | 奥州市 | 奥州市総合体育館             |
| 個 人 競 技 | （サウンドテーブルテニス） | 身       |        | 奥州市 | 奥州市総合体育館             |
| 個 人 競 技 | フライングディスク         | 身 知    |        | 盛岡市 | 岩手県営運動公園陸上競技場   |
| 個 人 競 技 | ボウリング                 | 知       |        | 盛岡市 | ビッグハウススーパーレーン   |
| 団 体 競 技 | バスケットボール           | 知       |        | 一関市 | 一関市総合体育館             |
| 団 体 競 技 | 車椅子バスケットボール     | 身       |        | 一関市 | 一関市総合体育館             |
| 団 体 競 技 | ソフトボール               | 知       |        | 花巻市 | 石鳥谷ふれあい運動公園       |
| 団 体 競 技 | グランドソフトボール       | 身       |        | 盛岡市 | 岩手県営運動公園             |
| 団 体 競 技 | バレーボール               | 身 知 精 |        | 花巻市 | 花巻市総合体育館             |
| 団 体 競 技 | サッカー                   | 知       |        | 盛岡市 | いわぎんスタジアム           |
| 団 体 競 技 | フットベースボール         | 知       |        | 花巻市 | 石鳥谷ふれあい運動公園       |

全国障害者スポーツ大会では正式競技のほかに、オープン競技としてビリヤード、卓球バレー、ゲートボール、ペタンクが実施された。

## エリア放送
セーリング競技の模様を大会拠点や船舶などで視聴可能とするため、ホワイトスペースを利用するエリア放送を実施していた。
会場内に地上一般放送局が設置されていた。
| 免許人                | 局名                    | 呼出符号     | 物理ch | 周波数        | 空中線電力 | ERP  | 業務区域                        |
| --------------------- | ----------------------- | ------------ | ------ | ------------- | ---------- | ---- | ------------------------------- |
| 株式会社 フロムいわて | フロムいわて エリア放送 | JOXZ2CY-AREA | 43ch   | 653.142857MHz | 50mW       | 44mW | リアスハーバー宮古 及びその周辺 |